# Silverpilarna
För andra betydelser, se silverpilen.

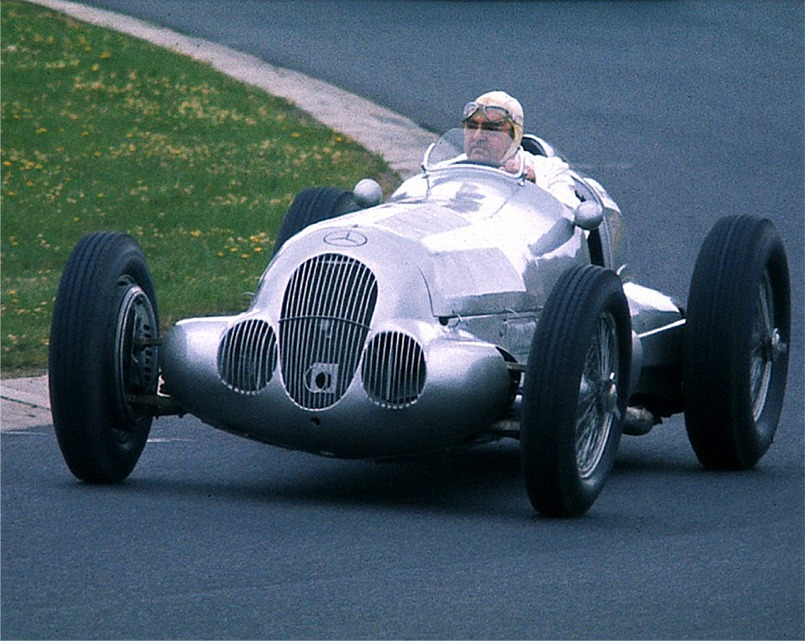
Mercedes-Benz W125 av 1937 års modell

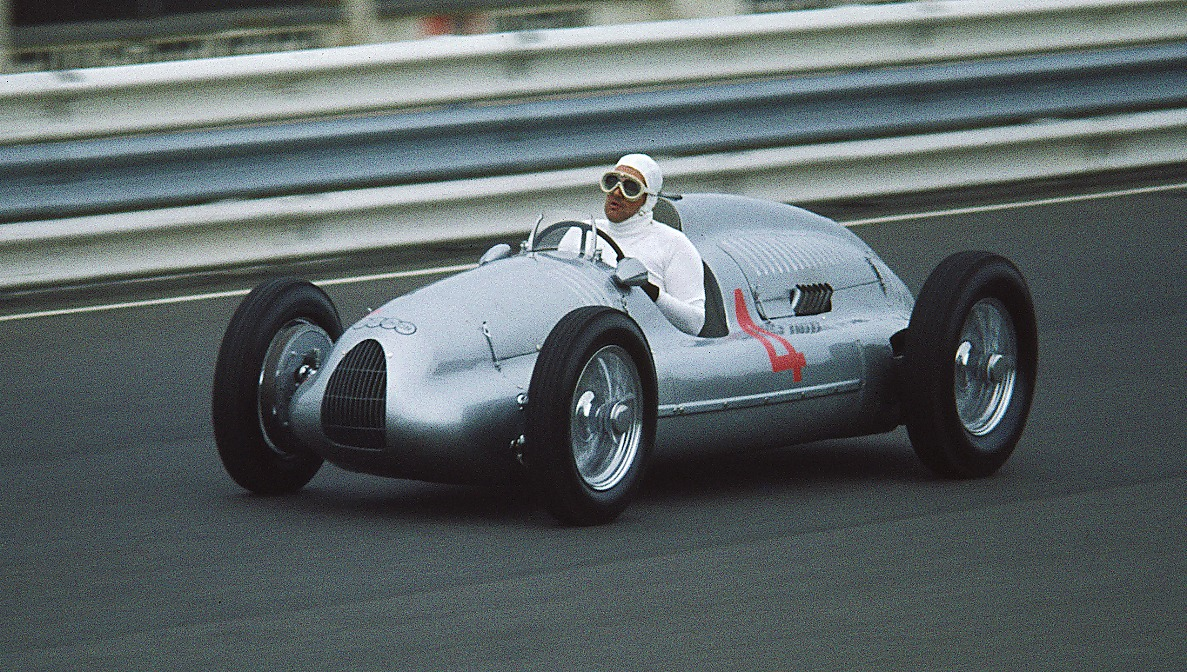
Auto Union Typ D, en av de klassiska silverpilarna

Silverpilar, av tyska Silberpfeile, kallas de racingbilar som Mercedes-Benz och Auto Union körde i motorsport 1934–1939 och Mercedes-Benz 1954–1955. Silver har använts som racingfärg av andra tyska tillverkare, exempelvis Veritas, Borgward, EMW, Porsche och Audi, men begreppet "silverpilar" kopplas samman med Mercedes-Benz och Auto Unions framgångar på 1930- och 1950-talet. Audi använder silver som färg på sina tävlingsbilar i Auto Unions tradition.

## Modeller

### Modeller från Auto Union
| 1934–1937 | Auto Union Typ A/B/C |
| 1938–1939 | Auto Union Typ D     |

### Modeller från Mercedes-Benz
| 1934–1936 | Mercedes-Benz W25  |
| 1937      | Mercedes-Benz W125 |
| 1938–1939 | Mercedes-Benz W154 |
| 1939      | Mercedes-Benz W165 |
| 1954–1955 | Mercedes-Benz W196 |

## Berömda förare
Förare som förknippas med dessa bilar är bland andra Rudolf Caracciola, Bernd Rosemeyer, och Hermann Lang, samt senare Stirling Moss och Juan Manuel Fangio.